# 外砂街道
外砂街道是中华人民共和国广东省汕头市龙湖区下辖的一个街道办事处。

## 行政区划
外砂街道下辖以下村级行政区划单位：
东溪村、富砂村、金洲村、内陇村、李厝村、林厝村、蓬中村、仁和里村和五香溪村。